# Richard Jones Berwyn
Richard Jones Berwyn, nacido como Richard Jones y más conocido como R. J. Berwyn (alrededor de 1838 - 25 de diciembre de 1917) fue uno de los pioneros de las colonias galesas en la Patagonia Argentina.

## Biografía

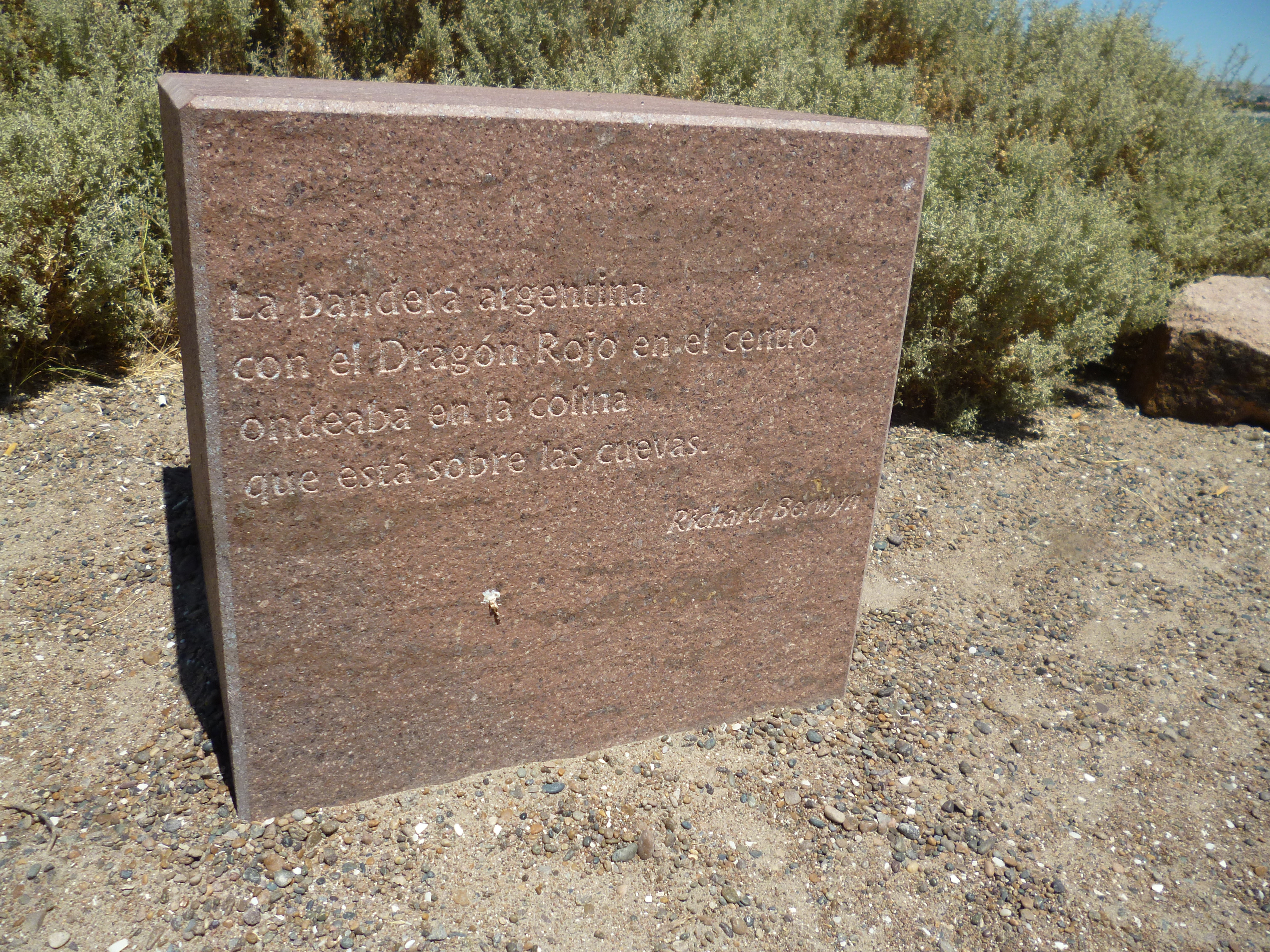
Comentario de Berwin sobre la bandera de la colonia galesa en punta Cuevas, Puerto Madryn.

Nació en Tregeiriog en el área de la Cordillera Berwyn; tomó "Berwyn" como apellido posteriormente. Berwyn estudió como maestro de escuela, aunque también tuvo una licencia de marinero y se convirtió en contador. Pasó varios años trabajando en Londres, y luego emigró a los Estados Unidos donde se convirtió en parte de una campaña para lograr una colonia galesa con hombres como Edwin Cynrig Roberts. Él volvió a Gales para viajar a la Patagonia en el Mimosa, trabajando como contador para pagar su transporte.
Ocupó varios cargos públicos en la colonia, incluyendo el cargo de secretario. Se casó con Elizabeth Pritchard en Rawson el 25 de diciembre de 1868. Mantuvo una escuela allí, y escribió libros para su uso en escuelas. Gwerslyvr i Ddysgu Darllen at Wasanaeth Ysgolion y Wladva (1878) fue el primer libro en idioma galés en ser impreso en América del Sur.